# Psammotis decaryalis
Psammotis decaryalis is een vlinder uit de familie van de grasmotten (Crambidae). De wetenschappelijke naam van deze soort is voor het eerst voorgesteld als Stenia decaryalis door Pierre Viette in een publicatie uit 1954.
De soort komt voor in Madagaskar.